# The Broken Locket
The Broken Locket is een Amerikaanse stomme en korte film uit 1909 onder regie van D.W. Griffith.

## Verhaal
George zal zijn thuisplaats moeten achterlaten om in het westen zijn fortuin te winnen. Hiermee moet hij ook zijn geliefde Ruth verlaten. Eenmaal in het westen wordt hij dronken en verleidt een jong meisje hem. Datzelfde meisje schrijft een brief aan Ruth waarin ze zegt dat George overleden is.

## Rolverdeling
| Acteur             | Personage                           |
| ------------------ | ----------------------------------- |
| Frank Powell       | George Peabody                      |
| Mary Pickford      | Ruth King                           |
| Kate Bruce         | Ruths moeder                        |
| Robert Harron      | Outside Company Office              |
| Dell Henderson     | -                                   |
| Arthur V. Johnson  | Mr. Joplin                          |
| James Kirkwood     | At Bar Table                        |
| Marion Leonard     | Mexican Woman                       |
| Owen Moore         | At Bar Table/Outside Company Office |
| George Nichols     | Doctor/Outside Company Office       |
| Anthony O'Sullivan | Outside Company Office              |
| Lottie Pickford    | -                                   |
| Billy Quirk        | Outside Company Office              |
| Gertrude Robinson  | Kate's vriend                       |
| Mack Sennett       | Peabody's Companion                 |
| Henry B. Walthall  | Mexican Man                         |